# PC-461-Klasse
Die PC-461-Klasse war eine von 1941 bis 1944 gebaute und im Zweiten Weltkrieg eingesetzte Klasse von U-Jagd-Booten der United States Navy. Die Boote basierten im Wesentlichen auf den beiden ab 1938 entwickelten Prototypen PC-451 und PC-452, besaßen eine metallische Hülle und waren etwa 53 Meter lang.
Benannt ist die Klasse nach dem Typschiff PC-461. Der Name ergibt sich dadurch, dass die U-Jagd-Boote einfach durchnummeriert wurden und das 461. das erste der neuen Klasse war. Die Kennung PC statt eigentlich SC (Submarine Chaser) stammt daher, dass seit 1920 alle Patrouillenboote (zu denen auch die U-Jagd-Boote gezählt wurden) eine mit P beginnende Bezeichnung haben mussten. 1943 wurde dann jedoch die alte Kennung SC für die hölzerne und nur 110 Fuß lange SC-497-Klasse wieder eingeführt, um die beiden Klassen besser voneinander unterscheiden zu können. Die PC-461-Klasse stellte zusammen mit der SC-497-Klasse den Großteil der amerikanischen U-Jagd-Boote des Zweiten Weltkrieges.
Insgesamt umfasste die PC-461-Klasse 345 Boote (ursprünglich 362 geplant), die in mehreren Bauserien gebaut wurden und die Kennungen PC-461 bis PC-496 (36), PC-542 bis PC-627 (86), PC-776 bis PC-826 (51) und PC-1077 bis PC-1265 (189) trugen. Zahlreiche Boote wurden später umgerüstet und als Patrol Gunboat, Motor (PGM) oder als Amphibious Control Vessel (PCC) reklassifiziert. Im Rahmen des Lend-Lease-Programms wurde eine größere Zahl der Boote an europäische Verbündete abgegeben, hauptsächlich an Frankreich. Neun Schiffe gingen während des Krieges verloren.
Die Boote der Klasse zählten mit 450 Tonnen Verdrängung und 65 Mann Besatzung zu den größten U-Jagd-Booten und galten für ihre Größe als relativ flink und äußerst manövrierfähig, hatten jedoch Probleme bei rauem Seegang und waren aufgrund der Metallhülle anfällig für Magnetminen.